# Volni (Krasnoiarsk)
|  | Per a altres significats, vegeu «Volni». |

Volni (en rus: Вольный) és un poble (un possiólok) del krai de Krasnoiarsk, a Rússia, que en el cens del 2010 tenia 97 habitants. Pertany al districte de Balakhtà.